# Clematis apiifolia
Clematis apiifolia es una especie de liana de la familia de las ranunculáceas.

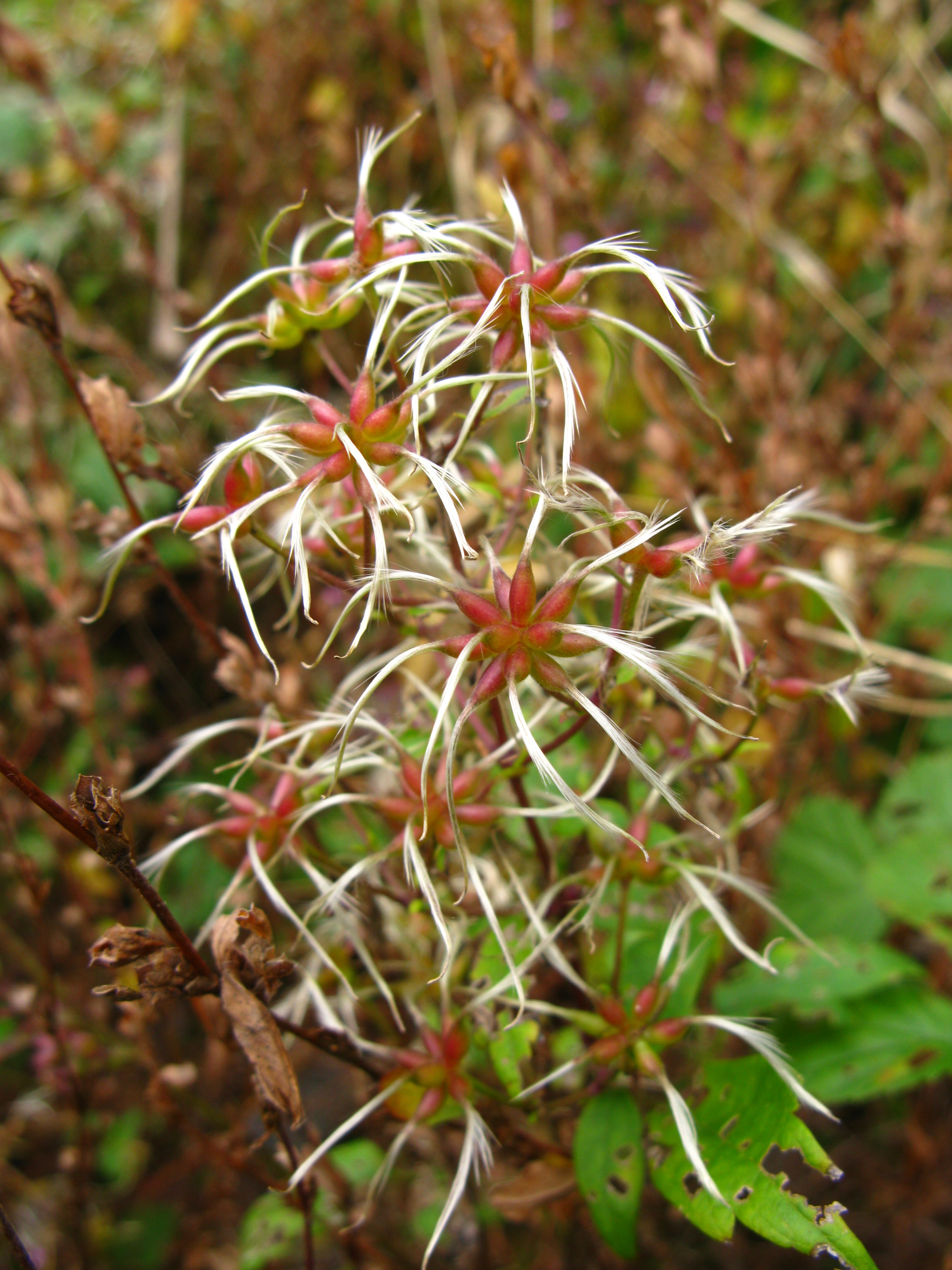
Vista de la planta

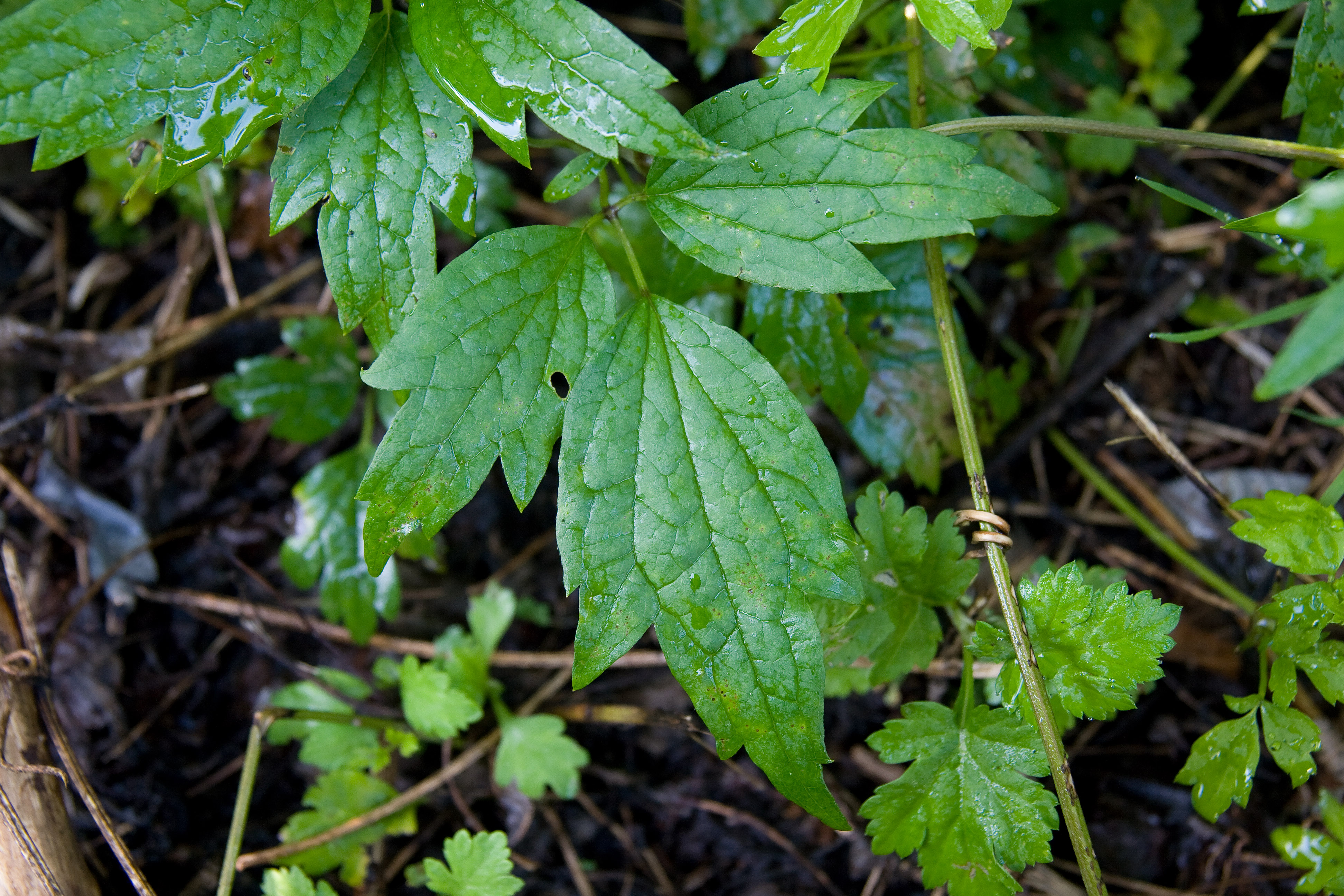
Detalle de la hoja

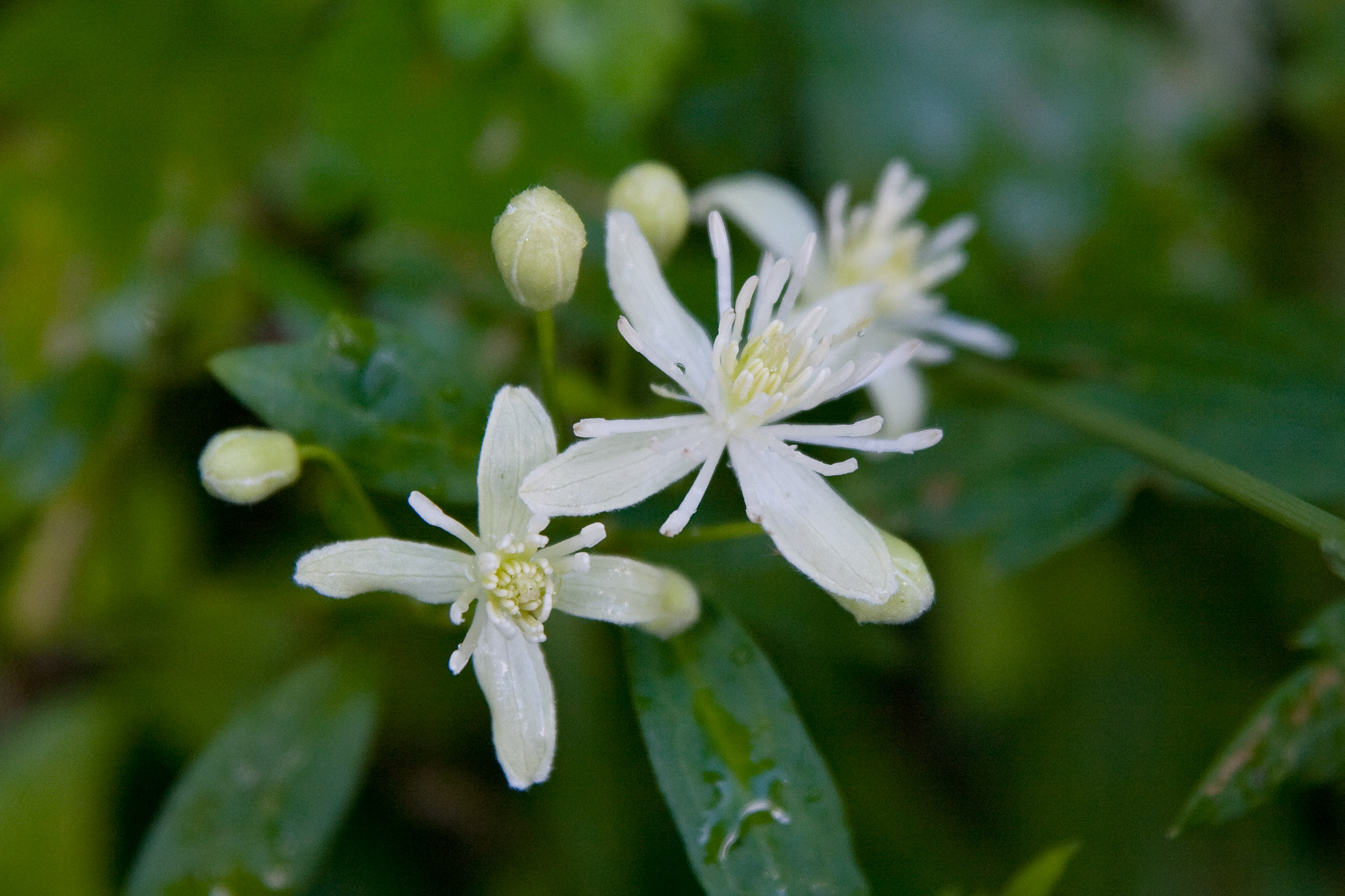
Detalle de las flores

## Descripción
Es un bejuco leñosos. Los tallos alcanzan un tamaño de 1 a 6 m de altura, las ramas longitudinalmente, con 5 o 6 ranuras, densamente pubérulas y aplanadas. Las hojas ternadas, con pecíolo de 1,5 - 14 cm, ovadas, pubérulas, anchamente ovadas, o elípticas, 2 - 9  × 1,6 - cm, como de papel, a menudo  3-lobadas - 7 (5-9) , el envés pubérulo, densamente pubérulo o aterciopelada, adaxialmente, la base redondeada y redondeada-truncada, o subcordada, el ápice acuminado a agudo; venas basales ± abaxialmente destacadas a casi planas. Las inflorescencias son axilares o terminales en cimas, con 3 a 7  flores; pedúnculo 1,8 - 9,5 cm; brácteas pecioladas, elípticas a ampliamente ovadas. Flores de 1 - 1.6  cm de diámetro. Pedicelo 5-12 mm, densamente pubérulos. Sépalos en número de 4, de color blanco. Los frutos en aquenios oblongo-ovados a fusiforme, de 3,5 a 4,5 × 1 a 2 mm, pubérulos. Fl. mayo a septiembre, fr. Desde junio hasta octubre.

## Distribución
Se encuentra en los márgenes de los bosques, laderas cubiertas de hierbas, a lo largo de los arroyos, a una altitud de 100 - 2300 m s. n. m., en Anhui, Fujian, Gansu, Cantón, Guangxi, Guizhou, Henan, Hubei, Hunan, Jiangsu, Jiangxi, Shaanxi, Sichuan, Yunnan y Zhejiang de China y en Japón y Corea.

## Taxonomía
Clematis apiifolia fue descrita por Augustin Pyrame de Candolle y publicado en Regni Vegetabilis Systema Naturale 1: 149. 1818[1817].
Etimología
Clematis: nombre genérico que proviene del griego klɛmətis. (klématis) "planta que trepa".
apiifolia: epíteto latino que significa "con las hojas del perejil".
Sinonimia
- Clematis apiifolia subsp. franchetii Kuntze
- Clematis apiifolia subsp. niponensis' Kuntze
- Clematis virginiana Lour.[5]

var. argentilucida (H.Lév. & Vaniot) W.T.Wang
- Clematis apiifolia var. obtusidentata Rehder & E.H.Wilson
- Clematis argentilucida (H.Lév. & Vaniot) W.T.Wang
- Clematis argentilucida (H. Lév. & Vaniot) H. Eichler
- Clematis grata var. argentilucida (H. Lév. & Vaniot) Rehder
- Clematis obtusidentata (Rehder & E.H.Wilson) H.Eichler
- Clematis vitalba var. argentilucida H.Lév. & Vaniot[6]